# Escons Insubmisos
Escons insubmisos - Alternativa dels Demòcrates Descontents (Ei-ADD) és un partit polític que vol reflectir el descontentament dels ciutadans respecte a la classe política.
Un dels seus fundadors, l'any 2002, fou Carles Lladó i Badia. A partir de l'any 2010 es presenten a les eleccions com a Escons en Blanc.
Defensen que el vot en blanc, el vot nul i l'abstenció no són de fet eines democràtiques vàlides per articular mètodes de protesta, ja que a l'hora de la veritat, segons el seu criteri, afavoreixen els partits majoritaris. En resposta a això, Ei-ADD promet deixar buits els escons que pugui obtenir, i que els seus elegits no cobraran cap mena de remuneració.
A grans trets, les seves reivindicacions bàsiques són:
- Representació democràtica dels ciutadans no representats.
- Capacitat dels ciutadans de controlar els polítics i els partits al llarg de la legislatura.
- Convocatòria d'eleccions en les circumscripcions respectives si dimiteix o és destituït un càrrec electe.
- Obligació de convocar referèndums per iniciativa popular.

## Resultats a les eleccions
- Eleccions al Parlament de Catalunya (2003): 2.220 vots
- Eleccions generals espanyoles de 2004: Congrés: 2.332 vots / Senat: 9.040 vots
- Eleccions al Parlament de Catalunya (2006): 6.922 vots
- Eleccions municipals a Catalunya del 2007: Barcelona, 2.275. Tarragona, 165. Badalona, 341. L'Hospitalet de Llobregat, 218. Santa Coloma de Gramenet, 84. Sabadell, 196. Total: 3.277.

## Crítica a la regla D'Hondt
Escons insubmisos denuncia que tal com està configurat el vot en blanc en l'actual sistema democràtic, l'aplicació de la regla D'Hondt modificada (la part que exigeix un mínim percentatge de vots per a assolir representació) afavoreix els partits majoritaris. Com a exemple, mostra la següent hipòtesi.
En unes votacions on s'obtinguin els següents resultats electorals, amb 26 escons a repartir, i un mínim del 3% de vots per obtenir representació democràtica, hi hauria el següent repartiment d'escons:
- Partit A: 400 vots - 14 escons
- Partit B: 300 vots - 11 escons
- Partit C: 29 vots - 1 escó
- Nuls i abstencions: 271 vots

No obstant això, si els vots nuls i abstencions fossin vots en blanc, el repartiment seria:
- Partit A: 15 escons
- Partit B: 11 escons
- Partit C: 0 escons
- Vot en blanc: 0 escons

A partir d'aquest resultat, Ei-ADD planteja dues alternatives:
- Si de les 271 abstencions i vots en nul, 207 s'abstinguessin i 64 votessin Escons insubmisos, el resultat seria:
  - Partit A: 13 escons
  - Partit B: 10 escons
  - Escons insubmisos: 2 escons
  - Partit C: 1 escó
- Si els abstencionistes i els vots nuls votessin tots a Escons insubmisos, el resultat seria:
  - Partit A: 11 escons
  - Partit B: 8 escons
  - Escons insubmisos: 7 escons
  - Partit C: 0 escons

Fet que faria minvar la representació de tots els altres partits (A, B i C), i faria aparèixer uns escons a la cambra que no serien ocupats per ningú (si es fes efectiva la promesa dels candidats del partit).